# Osservatorio di Kvistaberg
L'osservatorio di Kvistaberg è un osservatorio astronomico che si trova a Bro, in Svezia, gestito dall'Università di Uppsala.